# Wtórek (powiat koniński)
Wtórek (lokalnie w użyciu także nieurzędowa forma Wturek) – wieś w Polsce, położona w województwie wielkopolskim, w powiecie konińskim, w gminie Wilczyn.
| SIMC    | Nazwa          | Rodzaj                 |
| ------- | -------------- | ---------------------- |
| 0300363 | Głęboczek      | część wsi (do 2023 r.) |
| 0300370 | Kościeszki     | część wsi (do 2023 r.) |
| 1006708 | Witoldowo      | część wsi              |
| 0300392 | Wtórek-Parcele | część wsi (do 2023 r.) |

W latach 1975–1998 wieś należała administracyjnie do województwa konińskiego.